# Больцано, Бернард
Бернард Больца́но (чеш. Bernard Placidus Johann Nepomuk Bolzano; 5 октября 1781, Прага — 18 декабря 1848) — чешский математик, философ и теолог, автор первой строгой теории вещественных чисел и один из основоположников теории множеств.

## Биография
Бернард Больцано родился 5 октября 1781 года в городе Праге в семье выходца из Северной Италии. Писал на немецком языке.
В 1796 году поступил в Карлов университет в Праге, сначала изучал математику, философию и физику на факультете философии, с 1800 года — теологию на факультете теологии, в 1804 году принял сан католического священника. В 1805 году получил новообразованную кафедру истории и философии религии и защитил докторскую диссертацию. В 1818 году избран деканом философского факультета. Труды периода до 1819 года в основном относятся к теологии и философии, в них оппонировал Канту, выступал против психологизма в логике и чёткое разграничение логического и психологического.
Свободомыслие Больцано вызвало раздражение церковных властей, Папа римский потребовал у австрийского императора сместить Больцано. В 1820 году решением императора Больцано был снят со всех постов в университете и взят под надзор полиции. Больцано уехал в деревню и посвятил себя математике и логике.
В 1843 году Больцано заболел воспалением легких в тяжёлой форме. Осенью 1848 года его состояние ухудшилось, и 18 декабря 1848 года он умер в пражской больнице. Похоронен на Ольшанском кладбище.

## Научная деятельность

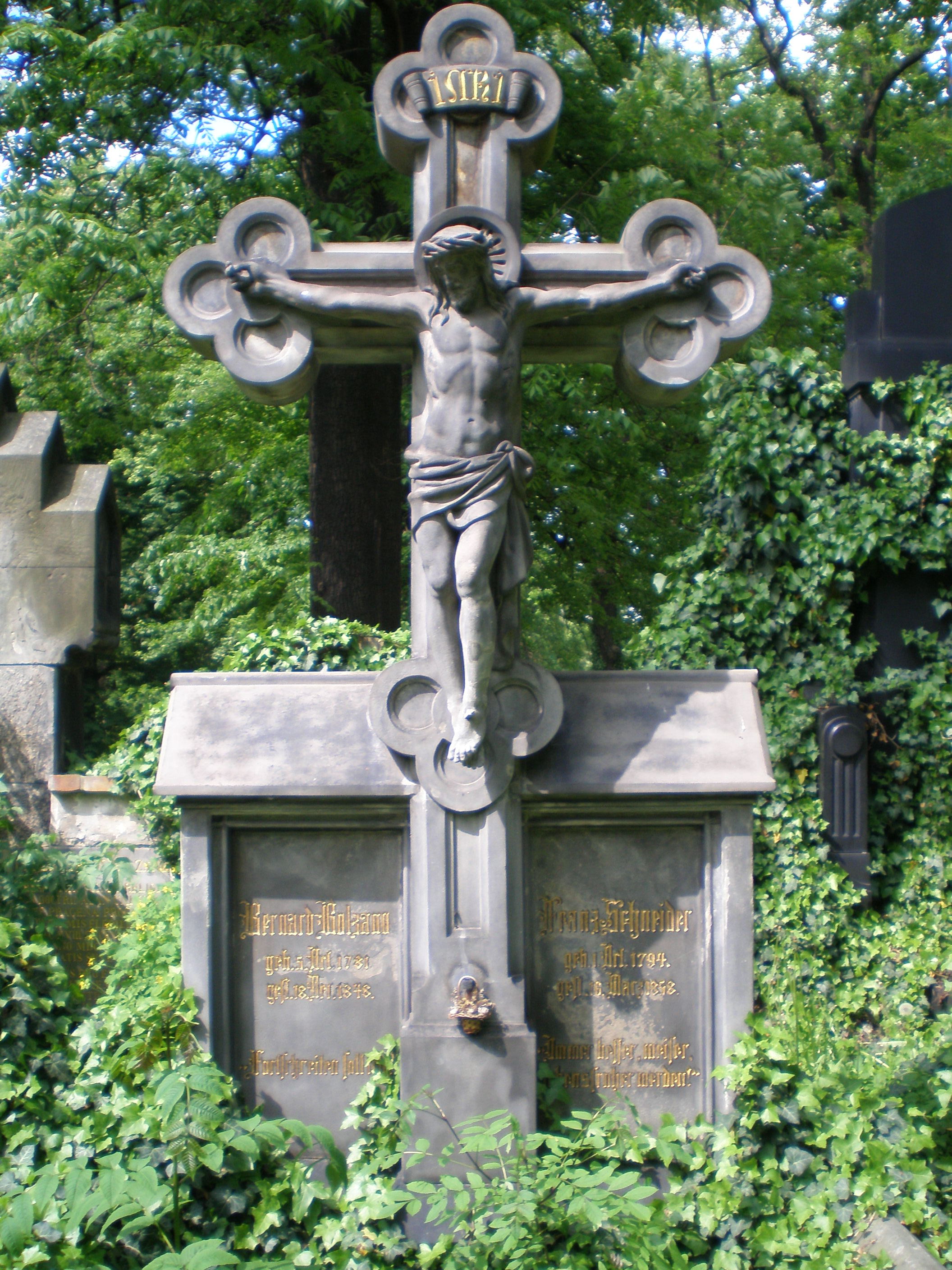
Могила Больцано в Праге

При жизни Больцано опубликовал только пять небольших работ по математике и несколько анонимных философских трактатов. Они значительно опередили научный уровень того времени и не привлекли внимания научной общественности. Только в конце XIX века, когда эти идеи независимо переоткрыли Вейерштрасс и Дедекинд, историки обнаружили и оценили по заслугам сочинения Больцано, и прежде всего его строгое обоснование математического анализа, построенное в работе «Чисто аналитическое доказательство теоремы, что между любыми двумя значениями, дающими результаты противоположного знака, лежит по меньшей мере один вещественный корень уравнения». Больцано также на четыре года раньше Коши и более строго, чем он, вывел необходимое условие сходимости вещественных рядов.
В работе 1830 года Больцано нашёл первые примеры непрерывных нигде не дифференцируемых функций.
В труде «Наукоучение» (1837, нем. Wissenschaftslehre) представил объемлющее изложение традиционных логических учений.
В работе «Парадоксы бесконечного» (нем. Paradoxien des Unendlichen), впервые изданной уже посмертно в 1851 году, сформулировал идеи, близкие к наивной теории множеств Кантора. В этой работе Больцано ввёл понятие множества и взаимно-однозначного соответствия. Также в этой работе было доказано утверждение о наличии предельной точки у любого бесконечного ограниченного множества, ставшее позднее известным как теорема Больцано — Вейерштрасса.

## Философские взгляды
Философские идеи Больцано содержатся главным образом в сочинениях «Наукоучение», «Парадоксы бесконечного» и «Атаназия, или Мысли о бессмертии души». В философии Больцано был убеждённым метафизиком и последователем Лейбница, идеи которого развивал вполне самостоятельно. На его философские взгляды повлияли также сочинения Аристотеля, Гоббса, Спинозы и естественнонаучные открытия его времени. В то же время философ остался в стороне от какого-либо влияния Канта, к идеям которого относился весьма критически. Больцано отвергал учение Канта о невозможности метафизического познания, а в его аргументах находил массу противоречий и логических ошибок.

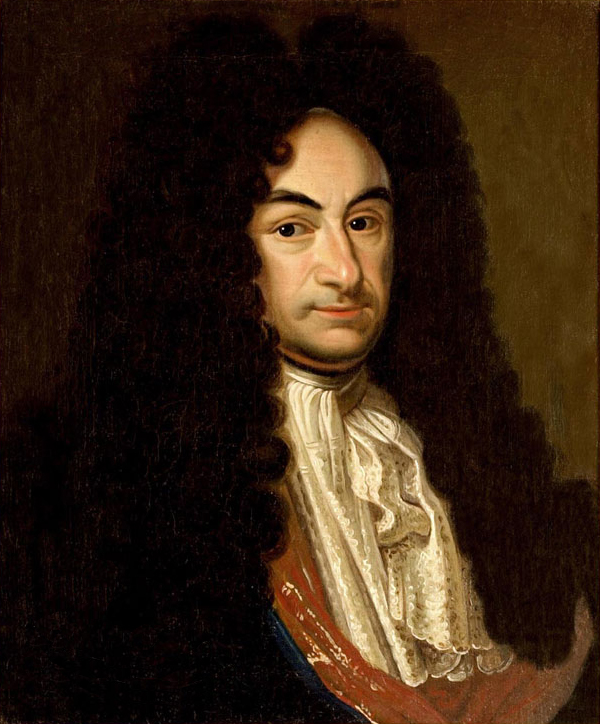
Готфрид Лейбниц

В основе метафизики Больцано лежит понятие субстанции. Субстанция есть то, что существует само по себе, в отличие от свойств или атрибутов, которые существуют только в другом предмете. Субстанция является носительницей своих свойств, сама же не может быть свойством другой вещи. Невоспринимаемость субстанции не есть повод отрицать её существование. Все воспринимаемые вещи состоят из бесчисленного множества субстанций, которые Больцано понимал по образцу монад Лейбница. Впрочем, в отличие от Лейбница, он не называл субстанцию монадой и иногда говорил о ней как об атоме.
Главным свойством единичной субстанции является активная сила представления. Образцом всякой субстанции является человеческая душа; все органические и неорганические тела вселенной состоят из субстанций, подобных нашей душе. В природе нет ничего безжизненного; даже простейшие существа — черви, полипы, инфузории — обладают способностью ощущения и представления. Возникновение живого из неживого противоречит законам логики, поэтому элементарную способность ощущения следует предположить и в неорганической природе. Отличие органических от неорганических тел объясняется наличием в них господствующей субстанции, которая, собственно, и называется душой. Отдельные субстанции отличаются между собой различной силой представления; субстанции, обладающие наибольшей силой представления, являются душами.
Все субстанции наделены внутренними силами, простейшими из которых являются силы притяжения и отталкивания. В отличие от Лейбница, Больцано признавал между субстанциями реальное взаимодействие и отвергал учение о предустановленной гармонии. Никакое действие субстанции не осуществляется только из внутренних причин; каждая субстанция находится во взаимодействии с другими субстанциями. Действие исключительно от себя характерно только для Бога. Больцано отвергал механистический детерминизм, настаивая на необходимости различать внешние и внутренние причины. Чем больше субстанция действует из внутренних причин, тем она свободнее. В основе эволюции и прогресса, наблюдаемых в мире, лежит способность субстанций к увеличению и уменьшению силы. Развитие субстанции идёт в направлении всё большей свободы, то есть всё большей зависимости от внутренних причин. Подлинно свободными являются только разумные существа.

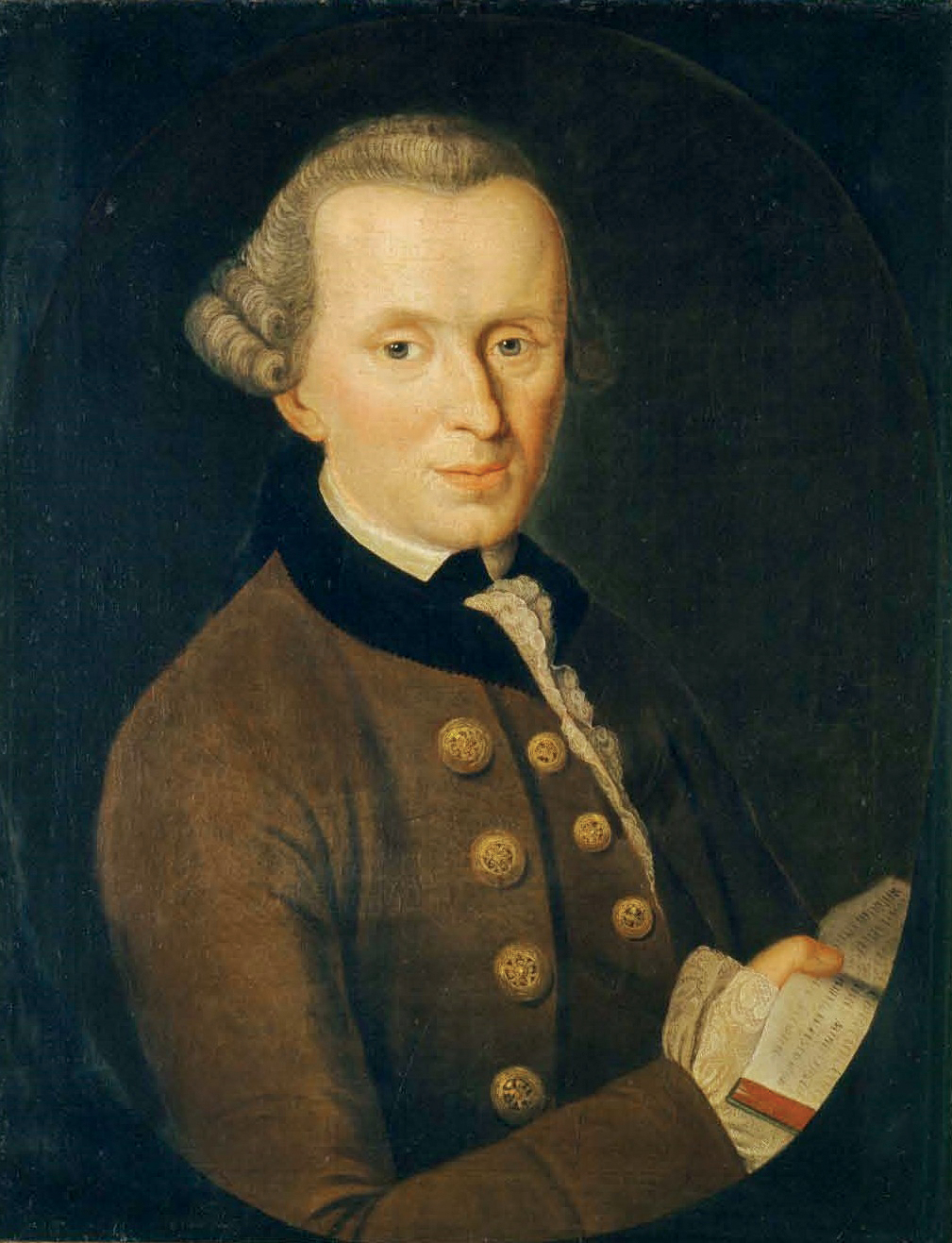
Иммануил Кант

В учении о пространстве и времени Больцано отвергал теорию Канта об априорности и разделял мнение Лейбница, рассматривавшего их как формы отношений между вещами. Физическое протяжение образуется множеством субстанций, подобно тому как геометрическое протяжение создаётся множеством точек. Не существует пустого пространства и абсолютного времени, ибо отношение субстанций не может существовать в отсутствие самих субстанций. Все субстанции обладают индивидуальностью и изменчивостью, тогда как точки пространства и моменты времени лишены этих свойств и являются чистыми абстракциями.
Особое место в творчестве Больцано занимали вопросы религии, которым он придавал большое значение. Основание для веры в Бога философ находил в своей логике, соглашаясь с доказательствами бытия Бога у Лейбница и отвергая основанную на практических постулатах религию Канта. Религия, полагал Больцано, не выводится из морали; невозможно верить в Бога, свободу и бессмертие, если для этого нет объективных оснований. Будучи верующим католиком, Больцано критически относился к традиционному богословию и разделял идеи католического просвещения, из-за чего имел репутацию вольнодумца. Сущность христианства он полагал в следовании нравственному закону, а в текстах Священного Писания видел нравоучительные истории, не содержащие объективной истины и требующие аллегорического толкования.
В сочинении «Атаназия, или Мысли о бессмертии души» Больцано обосновывал веру в бессмертие, опираясь на идею неуничтожимости субстанций. Все сложные тела в природе возникают и исчезают, распадаясь на отдельные субстанции; однако душа не является ни одной из этих сложных вещей. Напротив, сама будучи субстанцией, она не подлежит возникновению и уничтожению и не может распасться на части. Существование души не зависит от существования тела; в течение жизни наше тело постоянно меняется, в то время как наше «я» остаётся тождественным самому себе. Душа не содержится в органах чувств или в какой-либо иной части тела. Она уже многократно переживала смерть тела в прошлом и переживёт её в будущем.

## Сочинения
- 1810: Beyträge zu einer begründeteren Darstellung der Mathematik
- 1810: Über die Vaterlandsliebe
- 1816: Der binomische Lehrsatz
- 1816: Über das Verhältnis der beiden Volksstämme in Böhmen
- 1817: Rein analytischer Beweis des Lehrsatzes, daß zwischen zwey Werthen, die ein entgegengesetztes Resultat gewähren, wenigstens eine reelle Wurzel der Gleichung liege
- 1827: Athanasia oder Gründe für die Unsterblichkeit der Seele
- 1834: Lehrbuch der Religionswissenschaft
- 1837: Wissenschaftslehre
- 1843: Über den Begriff des Schönen
- 1849: Über die Eintheilung der schönen Künste
- 1851: Paradoxien des Unendlichen
- 1867: Anti-Euklid
- 1875: Größenlehre

## Издания
- Чисто аналитическое доказательство теоремы, что между любыми двумя значениями, дающими результаты противоположного знака, лежит по меньшей мере один вещественный корень уравнения. В кн.: Э. Кольман. Бернард Больцано. — М.: Изд. АН СССР, — 1955, с. 170—204. (Переиздано в кн: Больцано, Коши, Дедекинд, Кантор. Непрерывность функций и числовых областей. Новосибирск, АНТ, 1998.)
- Парадоксы безконечнаго. — Одесса: Mathesis, — 1911. (Переиздано в современной орфографии в кн: Парадоксы бесконечного. — Минск: Изд. В. П. Ильина, — 1999, — с. 75—196.)
- Больцано Б. Учение о науке. — СПб.: Наука, — 2003. — 518 с. — ISBN 5-02-026846-1.
- Schriften. Bd. I—II. Prag, 1930—1931.
- Early mathematical works. Prague, 1981.